# Zend Technologies
Zend Technologies, grundat av Andi Gutmans och Zeev Suraski året 1999, är ett företag som specialiserar sig på produkter rörande PHP.